# شهرستان چرکسکی
شهرستان چرکسکی (به لاتین: Chereksky District) یک شهرستان در روسیه است که در کاباردینو-بالکاریا واقع شده‌است.